# Drosophila stigma
Drosophila stigma este o specie de muște din genul Drosophila, familia Drosophilidae, descrisă de Hardy în anul 1977. Conform Catalogue of Life specia Drosophila stigma nu are subspecii cunoscute.